# 保加利亚进步路线
保加利亚进步路线（羅馬化：Bŭlgarska progresivna liniya，缩写为BPL）是保加利亚的一个民主社会主义左翼政党。该党成立于2020年11月26日，注册于2021年2月3日，是保加利亚自由党的继承者。该党曾加入争取干净和神圣共和国左翼联盟（2021年）和左翼！（2023年）。2021年，该党有2080名成员。